# Archanioł
Archanioł (gr. ἀρχάγγελος – archángelos) – w niektórych religiach: każdy byt duchowy, stojący w hierarchii niebiańskiej wyżej niż pozostali aniołowie, naczelnik aniołów. Grecki przedrostek „arch-” oznacza „wodza”, kogoś „głównego”, „naczelnego”. Określenie to dotyczy także jednego z dziewięciu chórów anielskich. Zazwyczaj archaniołowie są utożsamiani z najwyższymi książętami nieba. Jednak według Pseudo-Dionizego stanowią oni ósmy (z dziewięciu) chór anielski. Stoją na czele hufców anielskich. Według różnych tradycji różna jest liczba archaniołów, przy czym zazwyczaj wymienia się siedmiu.

## Biblia

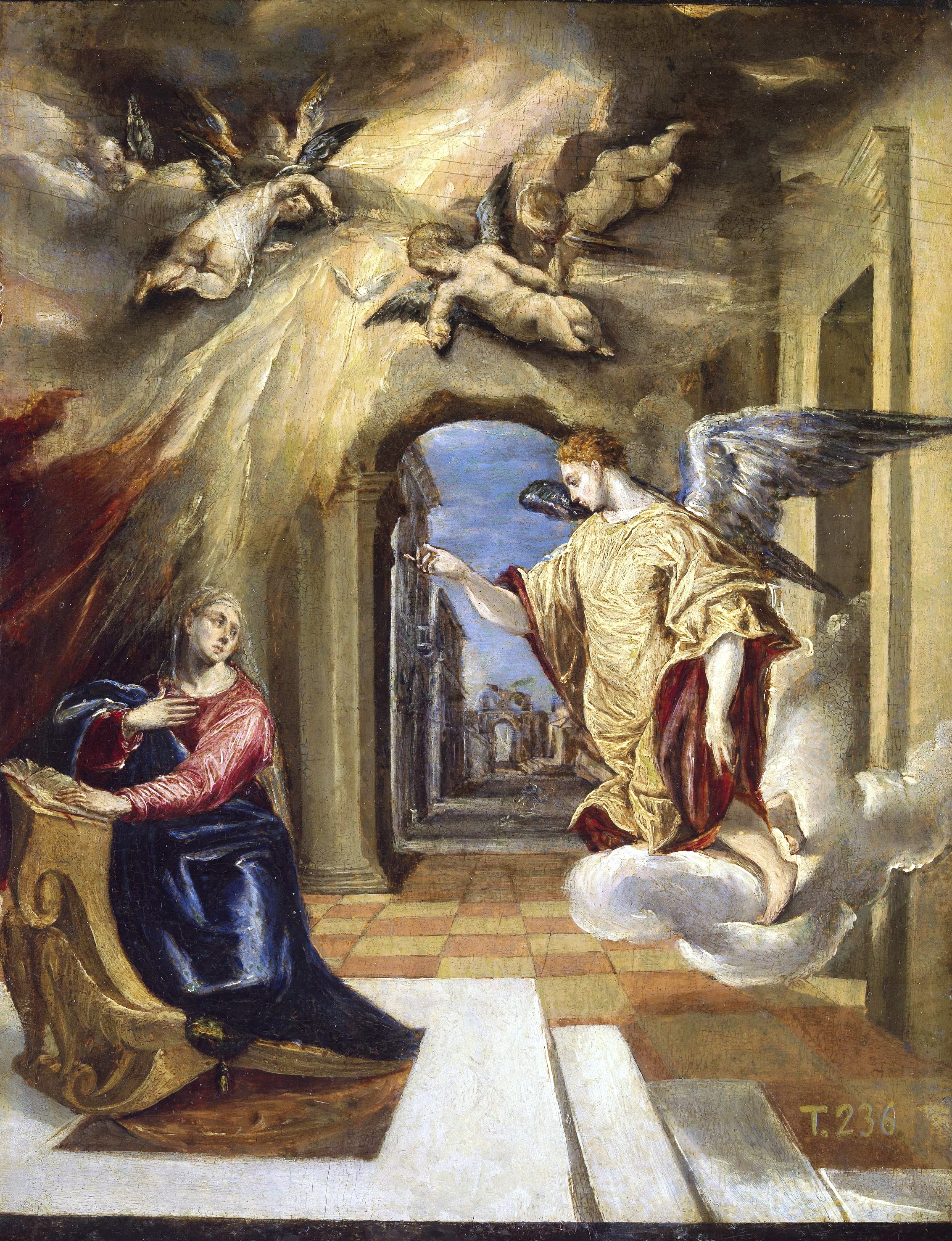
El Greco, Zwiastowanie (widoczny Archanioł Gabriel)

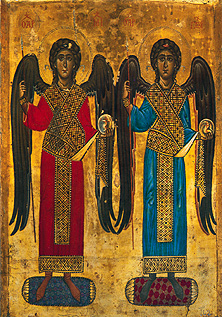
Archaniołowie Michał i Gabriel, ikona, XII w.

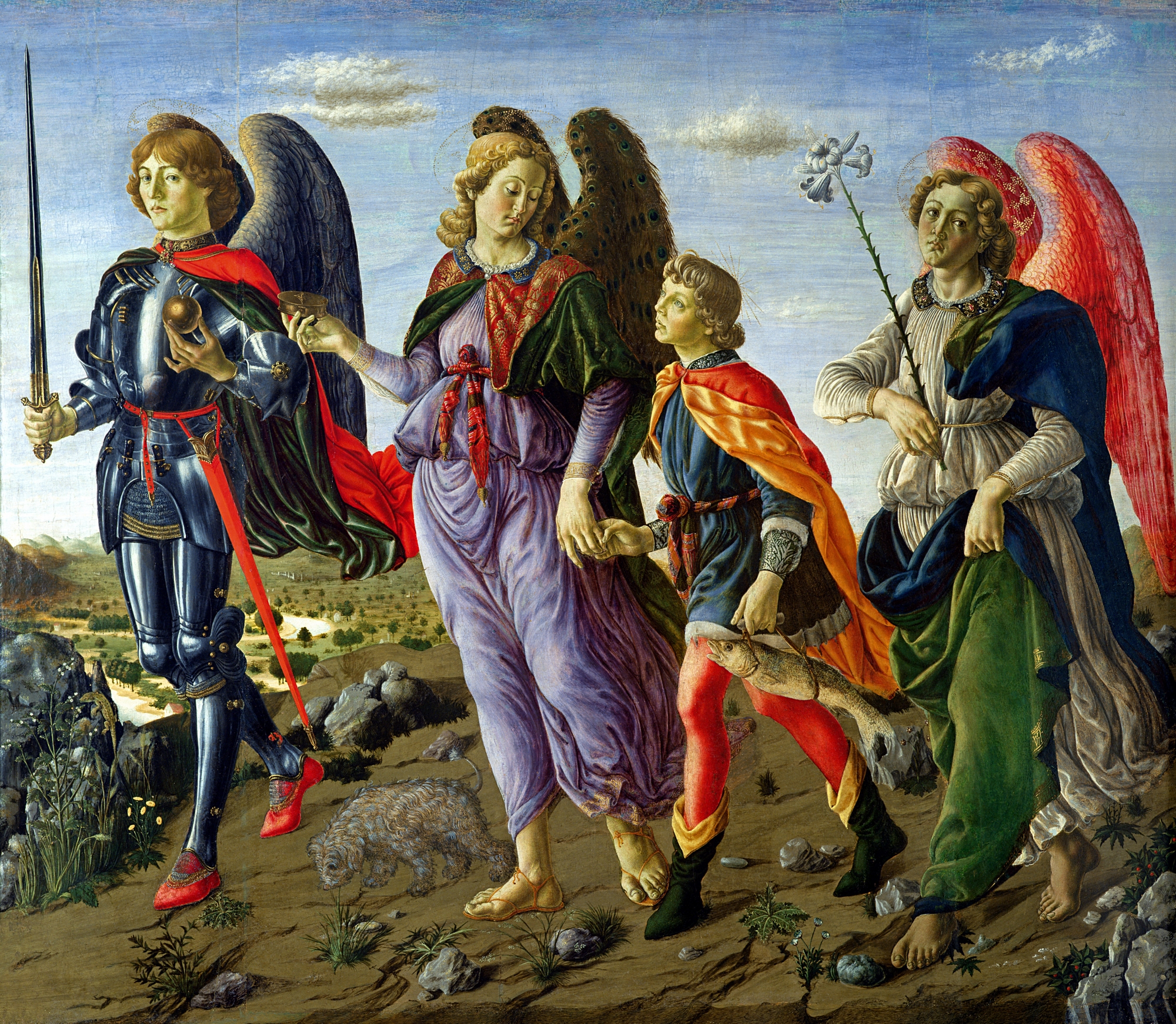
Francesco Botticini, Trzej Archaniołowie z Tobiaszem, obraz ołtarzowy z 1470 roku, namalowany dla florenckiej bazyliki Santo Spirito, przedstawiający: Archaniołów: Michała, Rafała, Młodego Tobiasza i Gabriela

Mianem archaniołów określani są najwięksi aniołowie. W Starym Testamencie, w deuterokanonicznej Księdze Tobiasza, archanioł Rafał mówił o sobie, że jest jednym „z siedmiu aniołów, którzy stoją w pogotowiu i wchodzą przed majestat Pański” (Tb 12,15). Daniel nazwał Michała „jednym z głównych książąt” (Dn 10, 13), co oznacza jednego z archaniołów. W Księdze Zachariasza pojawia się fragment: „Siedem owych [lamp] to oczy Pana, które przypatrują się całej ziemi” (Za 4, 10). W Apokalipsie 8, 2 św. Jan odnosi się do „siedmiu aniołów, którzy stoją przed Bogiem, a dano im siedem trąb” (Ap 8, 2), co jest powszechnie interpretowane jako opis siedmiu archaniołów. Pojawiają się też inne informacje o siedmiu archaniołach: „I obróciłem się, by widzieć, co za głos do mnie mówił; a obróciwszy się, ujrzałem siedem złotych świeczników, i pośród świeczników kogoś podobnego do Syna Człowieczego, obleczonego [w szatę] do stóp i przepasanego na piersiach złotym pasem” (Ap 1, 12–13); „To mówi Ten, który trzyma w prawej ręce siedem gwiazd, Ten, który się przechadza wśród siedmiu złotych świeczników” (Ap 2, 1); „To mówi Ten, co ma Siedem Duchów Boga i siedem gwiazd” (Ap 3, 1); „A z tronu wychodzą błyskawice i głosy, i gromy, i płonie przed tronem siedem lamp ognistych, które są siedmiu Duchami Boga” (Ap 4, 5); „I ujrzałem między tronem z czworgiem Zwierząt a kręgiem Starców stojącego Baranka jakby zabitego, a miał siedem rogów i siedmioro oczu, którymi jest siedem Duchów Boga wysłanych na całą ziemię” (Ap 5, 6); „A kiedy zawołał, siedem gromów przemówiło swym głosem” (Ap 10, 3).
W Nowym Testamencie termin archaniołowie pojawia się w 1. Liście do Tesaloniczan („Sam bowiem Pan zstąpi z nieba na hasło i na głos archanioła, i na dźwięk trąby Bożej, a zmarli w Chrystusie powstaną pierwsi”; 1 Tes 4, 16) i w Liście Judy („Gdy zaś archanioł Michał tocząc rozprawę z diabłem spierał się o ciało Mojżesza, nie odważył się rzucić wyroku bluźnierczego, ale powiedział: «Pan niech cię skarci!»”; Jud 1, 9).
W Biblii nigdzie nie ma słowa archanioł w liczbie mnogiej.

## Apokryfy
Pierwsza Księga Henocha wymienia 7 archaniołów: Uriel, Raguel, Michael, Seraqael, Gabriel, Haniel, Rafael. Judaizm podaje Fanuela jako alternatywę dla Uriela. Inne apokryfy i pseudoepigrafy podają jako warianty archaniołów następujące postaci: Barachiel, Jehudiel, Sealtiel, Orifiel, Zafkiel i Anael (Hanlel). Archaniołowie, zgodnie z Testamentem Lewiego, „usługują i przebłagają Pana za grzechy niewiedzy i sprawiedliwych”. Księciem archaniołów jest zazwyczaj Rafael lub Michał.

## Zaratusztrianizm
Eksperci w dziedzinie antropologii, teologii i filozofii uważają, że w zaratusztrianizmie najwcześniej pojawiła się emanacja prehistorycznej wiary w anioły. Amszaspandowie są porównywani do archaniołów. Zamieszkują nieśmiertelne ciała, które działają w świecie fizycznym, aby chronić, prowadzić i inspirować ludzkość i świat duchów. Pochodzenie Amszaspandów wyjaśnia Awesta. 
Oto perscy archaniołowie:
1. Sprawiedliwość
2. Słuszny ład
3. Posłuszeństwo
4. Pomyślność
5. Pobożność lub Mądrość
6. Zdrowie lub Czystość Woli
7. Nieśmiertelność[20].

## Judaizm
Biblia hebrajska używa terminu מלאכי אלהים (Aniołowie Boży). Hebrajskie słowo malakh oznacza posłańca, ponieważ aniołowie מלאכי יי (malachey Adonai – Aniołowie Pana) są posłańcami Boga do wykonywania różnych misji (np. anioł śmierci). Słowo בני אלהים (b’nei elohim; synowie Boga) oraz הקדושים (ha-q’doshim; święci) tradycyjnie jest tłumaczone jako anielscy posłańcy. W późniejszych tekstach używane są inne terminy, np. העליונים (ha-elyonim, wyżsi lub najwyżsi).
Wzmianki o archaniołach rzadko pojawiają się w literaturze żydowskiej. Daniel jest pierwszą postacią biblijną, która odnosi się do poszczególnych archaniołów po imieniu. Dlatego spekuluje się, że zainteresowanie Żydów archaniołami i aniołami rozwinęło się podczas niewoli babilońskiej.
Metatron jest uważany za jednego z najwyższych aniołów w Merkawie i mistycyzmie kabalistycznym. Często służy jako skryba. Jest krótko wspomniany w Talmudzie. Zajmuje ważne miejsce w mistycznych tekstach Merkawy. Michał, który służy jako wojownik i orędownik Izraela, cieszy się szczególnym uznaniem. Gabriel jest wspomniany w Księdze Daniela i krótko w Talmudzie oraz w wielu mistycznych tekstach Merkawy. Najwcześniejsze wzmianki o archaniołach znajdują się w literaturze okresu międzytestamentowego (np. 4 Księga Ezdrasza 4, 36).
W kabale jest dwunastu archaniołów, z których każdy jest przypisany do określonej sefiry:
1. Metatron
2. Raziel
3. Zafkiel
4. Zadkiel
5. Chamael
6. Rafael (Rafał)
7. Haniel
8. Michał
9. Gabriel
10. Sandalfon[4].

Rozdział 20 Księgi Henocha wspomina o siedmiu świętych aniołach, często uważanych za siedmiu archaniołów: Michał, Rafael, Gabriel, Uriel, Sariel, Raguel i Remiel. Życie Adama i Ewy wymienia również archaniołów: Michała, Gabriela, Uriela, Rafaela i Joela.
Księga Henocha (hebrajska) podaje następujących archaniołów:
1. Michał (Mikael) – dowodzi armią anielską
2. Gabriel
3. Szatkiel
4. Baradiel
5. Szachakiel
6. Barakiel (Baradiel)
7. Sidriel (lub Pazriel)[27].

Żydowską hierarchię anielską stworzył średniowieczny żydowski filozof Majmonides.

## Chrześcijaństwo

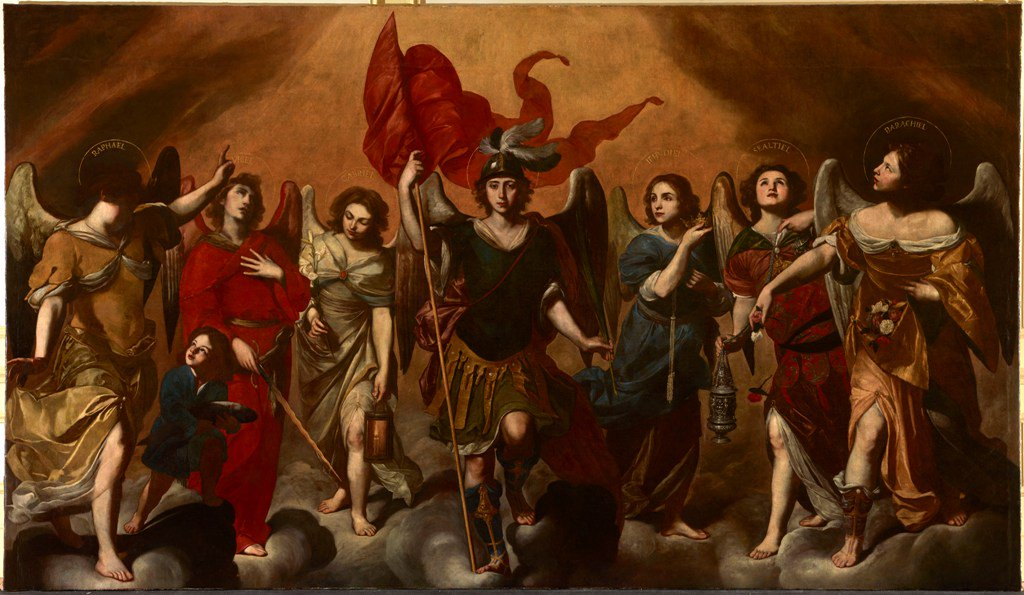
Massimo Stanzione, Los siete arcángeles, I połowa XVII wieku

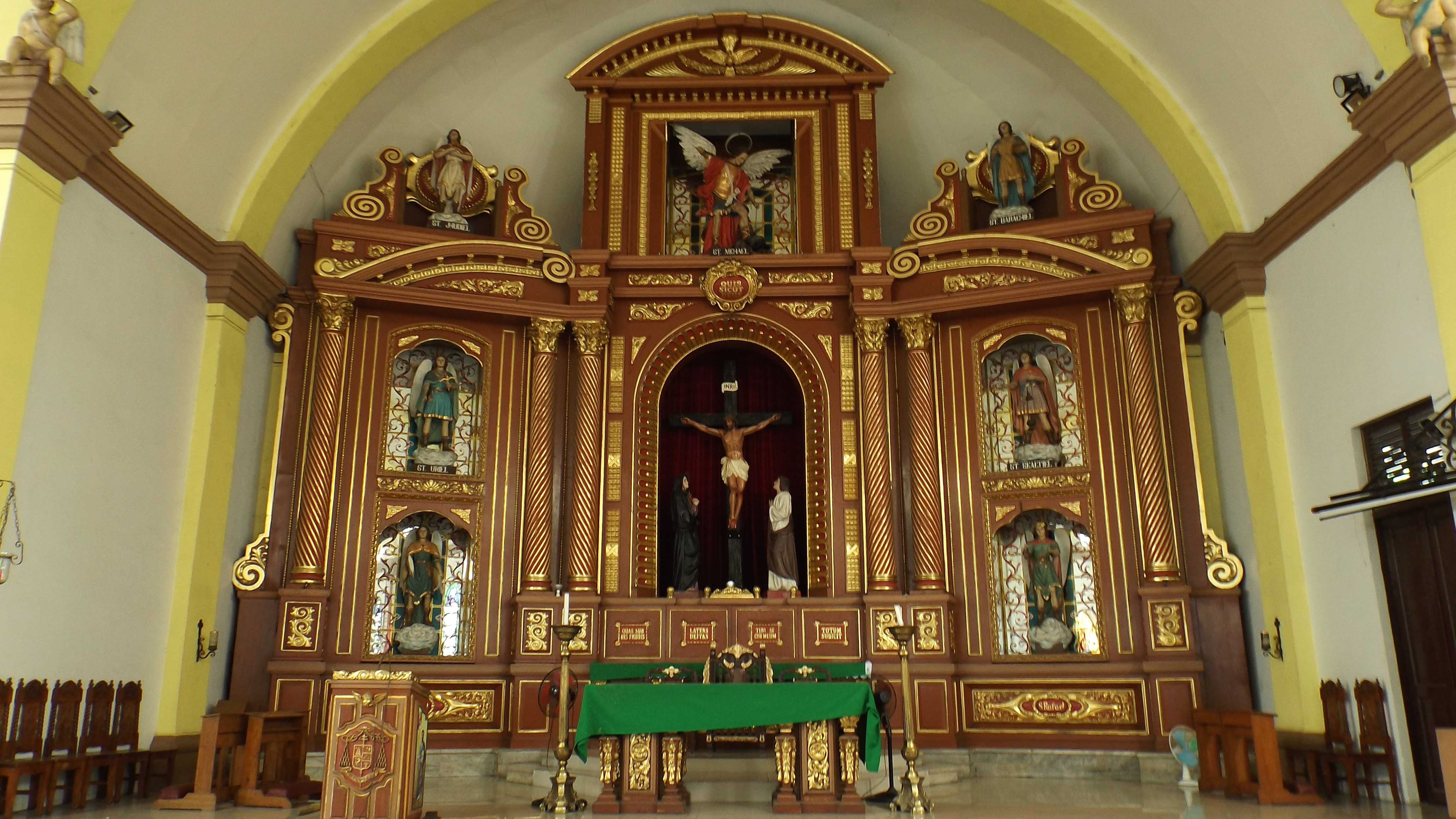
Ołtarz siedmiu archaniołów w katolickim kościele San Miguel w Manili

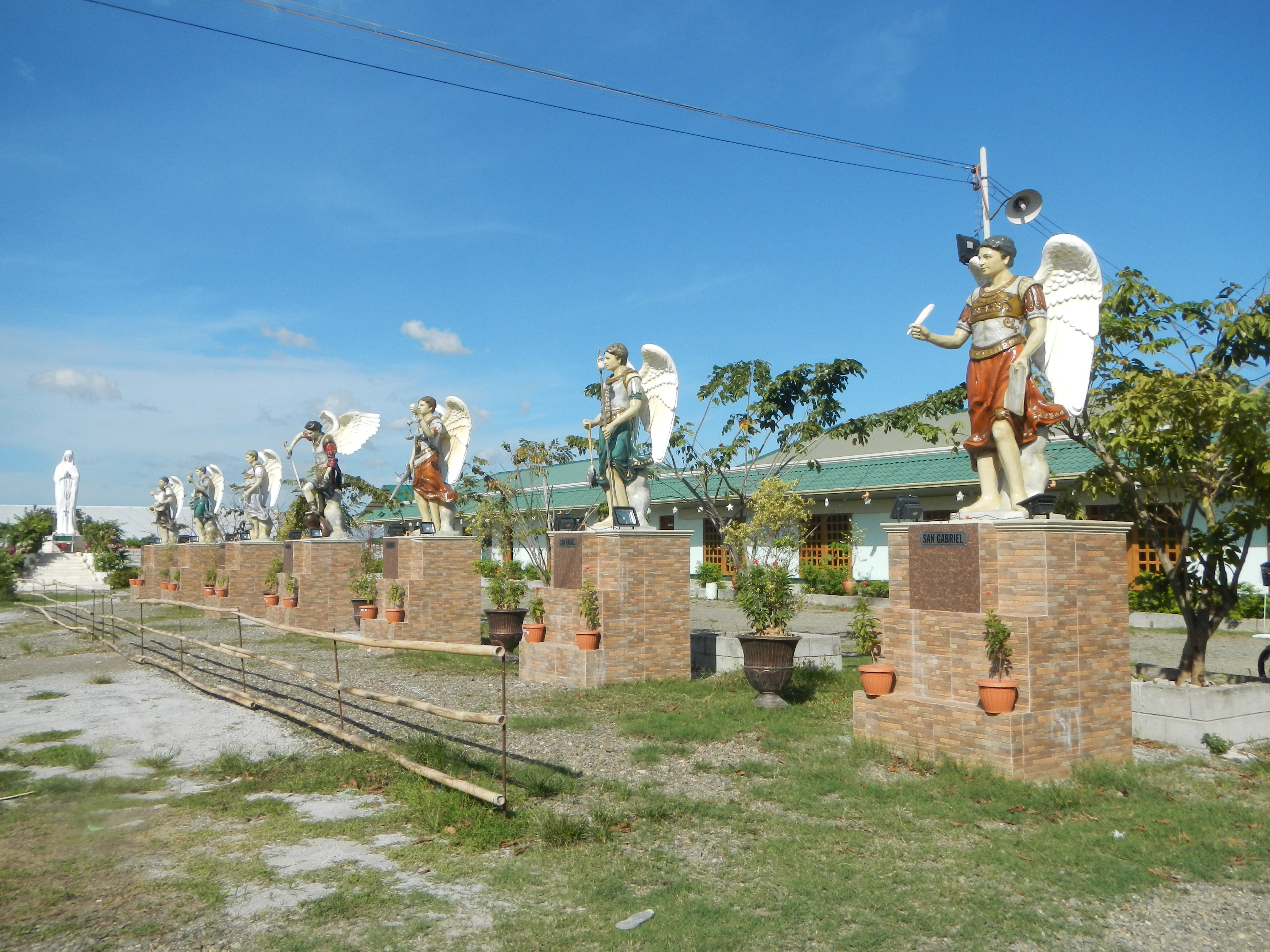
Rzeźby siedmiu archaniołów w Plaridel

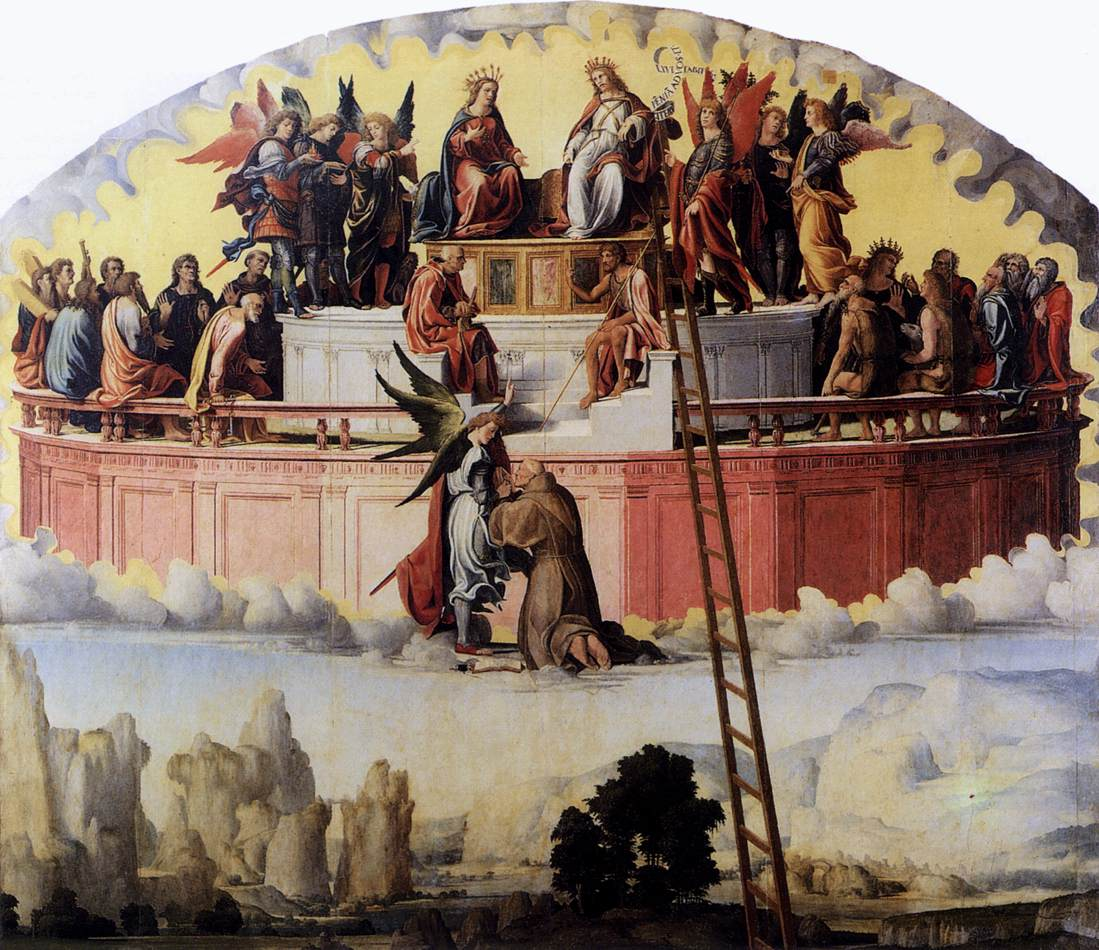
Pedro Fernández, Vision of the Blessed Amedeo Menez de Sylva, około 1514 – objawienie, jakie miał Amadeusz z Portugalii na temat siedmiu archaniołów

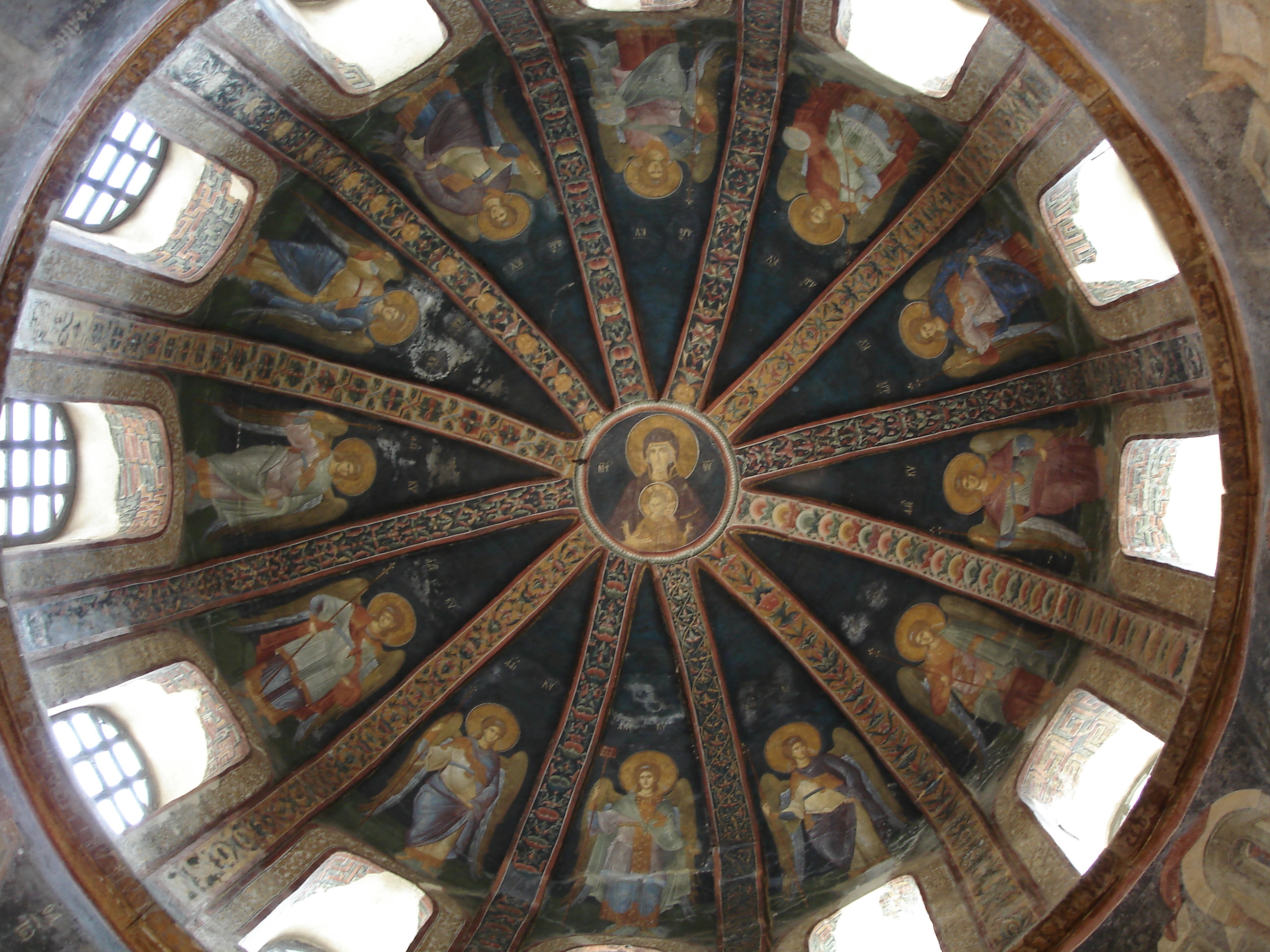
Bizantyjska Chora w Stambule: Maryja w otoczeniu Michała, Rafała, Gabriela, Uriela oraz innych aniołów

### Kościół katolicki
W Milecie na północno-zachodnim rogu teatru odnaleziono inskrypcję w brzmieniu Archaniołowie! Chroń miasto Milet i wszystkich mieszkańców!, która jednak, poza przywołaniem archaniołów, nie jest chrześcijańska. Datowana jest na IV lub V wiek, choć może pochodzić dopiero z początku VI wieku. Inskrypcja wykazuje kilka cech wspólnych dla magicznych późnorzymskich owalnych amuletów z kamieni półszlachetnych lub amuletów metalowych, z wygrawerowanym ochronnym językiem i symbolami, noszonych wokół szyi, oraz formuł w greckich papirusach magicznych i żydowskich tekstach magicznych z III wieku. Inwokacje w Milecie odpowiadają archaniołom: Michałowi, Rafaelowi, Gabrielowi, Sourielowi, Zazielowi, Badakielowi i Sulielowi.
Jako pierwszy klasyfikację społeczności anielskiej, do której należą archaniołowie, przeprowadził Ambroży z Mediolanu. W traktacie Apologia proroka Dawida wyróżnił dziewięć chórów. Niedługo potem podobnych klasyfikacji dokonali Hieronim i Jan Chryzostom. Największy rozgłos jako klasyfikator anielskiej hierarchii zyskał Pseudo-Dionizy Areopagita. Podał cztery imiona archaniołów:
1. Uriel (Fanuel)
2. Chamuel
3. Jofiel
4. Zadkiel.

Według pisarza archanioły stanowią VIII hierarchię boską. Są wodzami zastępów anielskich. Wykonują Boską wolę. Podał, że hierarchia anielska składa się z dziewięciu chórów podzielonych na trzy triady. Pierwszą triadę stojącą najbliżej Boga stanowią chóry: serafinów, cherubinów i tronów. Drugi stopień hierarchii to panowania, moce (mocarstwa), władze (potęgi). Trzecią triadę tworzą zwierzchności (księstwa), archaniołowie i aniołowie. Kościół uznał teksty Pseudo-Dionizego Areopagity.
W połowie VIII wieku arcybiskup Adalbert z Magdeburga stanął przed sądem kościelnym, pod przewodnictwem papieża Zachariasza. Arcybiskup został oskarżony o używanie magii ceremonialnej i wzywanie siedmiu duchów. W wyniku procesu aż do XV wieku Kościół katolicki nie używał imion siedmiu archaniołów.
W latach 726–730 ruch ikonoklastów doprowadził do zniszczenia wizerunków siedmiu archaniołów. Synod w Nicei (735) przywrócił kult obrazów. Przedstawienia aniołów wróciły w formie pojedynczych obrazów i grup, ale bardzo rzadko przedstawiano siedmiu archaniołów. W 745 heretycy Adalbert i Klemens wezwali po imieniu ośmiu archaniołów: Uriela, Raguela, Tubuela, Michała, Abnisa, Tubuę, Sabaotha i Simila. Zostali ekskomunikowani. Na synodzie w Laodycei (363–364) papież Zachariasz postanowił bowiem, że chrześcijanie nie powinni wymieniać w modlitwach innych imion aniołów jak tylko Michała, Gabriela i Rafała. Było to możliwe, bo ich imiona pojawiają się w kanonie. Kanon 35 Soboru w Laodycei zakazywał kultu innych aniołów, nazywając go bałwochwalstwem. Postanowienie powtórzyły synody w Rzymie w 492 i 745.
Grzegorz Wielki pisał: „Powiedzieliśmy, iż jest dziewięć chórów anielskich, a mianowicie wiemy z Pisma Świętego, iż są aniołowie, archaniołowie, moce, potęgi, księstwa, panowania, trony, cherubini i serafini”. Święty podał następujące imiona siedmiu archaniołów:
1. Michał
2. Gabriel
3. Rafał (Rafael)
4. Uriel (Fanuel)
5. Symiel
6. Orifiel
7. Zachariel.

Najwięcej o archaniołach, szczególnie w Summie teologicznej, pisał Tomasz z Akwinu. Podzielił aniołów hierarchicznie na 3 porządki: w pierwszym serafini, cherubini i trony, w drugim panowania, moce i władze, w trzecim zwierzchności, archaniołowie i aniołowie. Porównał dwór ziemski z niebiańskim. Najbliżej Boga stoją serafini, najdoskonalsi z aniołów, Cherubini, pełni wiedzy Boga, są powiernikami Stwórcy, trony natomiast górują nad innymi aniołami posłuszeństwem. Towarzyszą Bogu i przynoszą jego sprawiedliwość. Ta triada tworzy dwór Boga. Pośrednie miejsce w hierarchii chórów anielskich zajmują panowania, moce i władze – pełnią zarząd nad państwem Bożym, czyli światem. Panowania zawsze chcą służyć Bogu, przewodzą aniołom. Moce sprawują nadzór nad wypełnianiem poleceń i rozkazów Bożych, spełniają też cuda. Potęgi (władze) czuwają nad sposobem realizacji Bożych poleceń i poskramiają złe duchy. Udzielają mocy niższym aniołom. Trzecia triada jest najbardziej „oddalona” od Boga, a najbliższa ludziom, to wykonawcy Bożych poleceń. Składają się na nie chóry zwierzchności (księstwa), archaniołów i aniołów. Księstwa nadzorują archaniołów i aniołów, sprawują opiekę nad państwami i narodami. Archaniołowie zwiastują ludziom ważne sprawy, są wysłannikami Boga do ludzi, są odpowiedzialni za dobro ogółu. Aniołowie spełniają zwyczajne misje i są najbliżsi ludziom. Towarzyszą im od narodzin do śmierci, opiekują się, przekazują oświecenie i mądrość. Do tego chóru należą aniołowie stróżowie.
Zawsze jako katoliccy archaniołowie są podawani Gabriel, Michael i Rafael. W ich imionach jest wyrażone znaczenie i godność, a każde w oryginalnym brzmieniu kończy się na -el, co oznacza Boga. Jeśli podaje się imiona czterech archaniołów, to czwartym jest Uriel. Chrześcijańscy gnostycy podają następujące imiona siedmiu archaniołów:
1. Michał
2. Gabriel
3. Rafał (Rafael)
4. Uriel (Fanuel)
5. Barachiel
6. Sealtiel
7. Jehudiel[34].

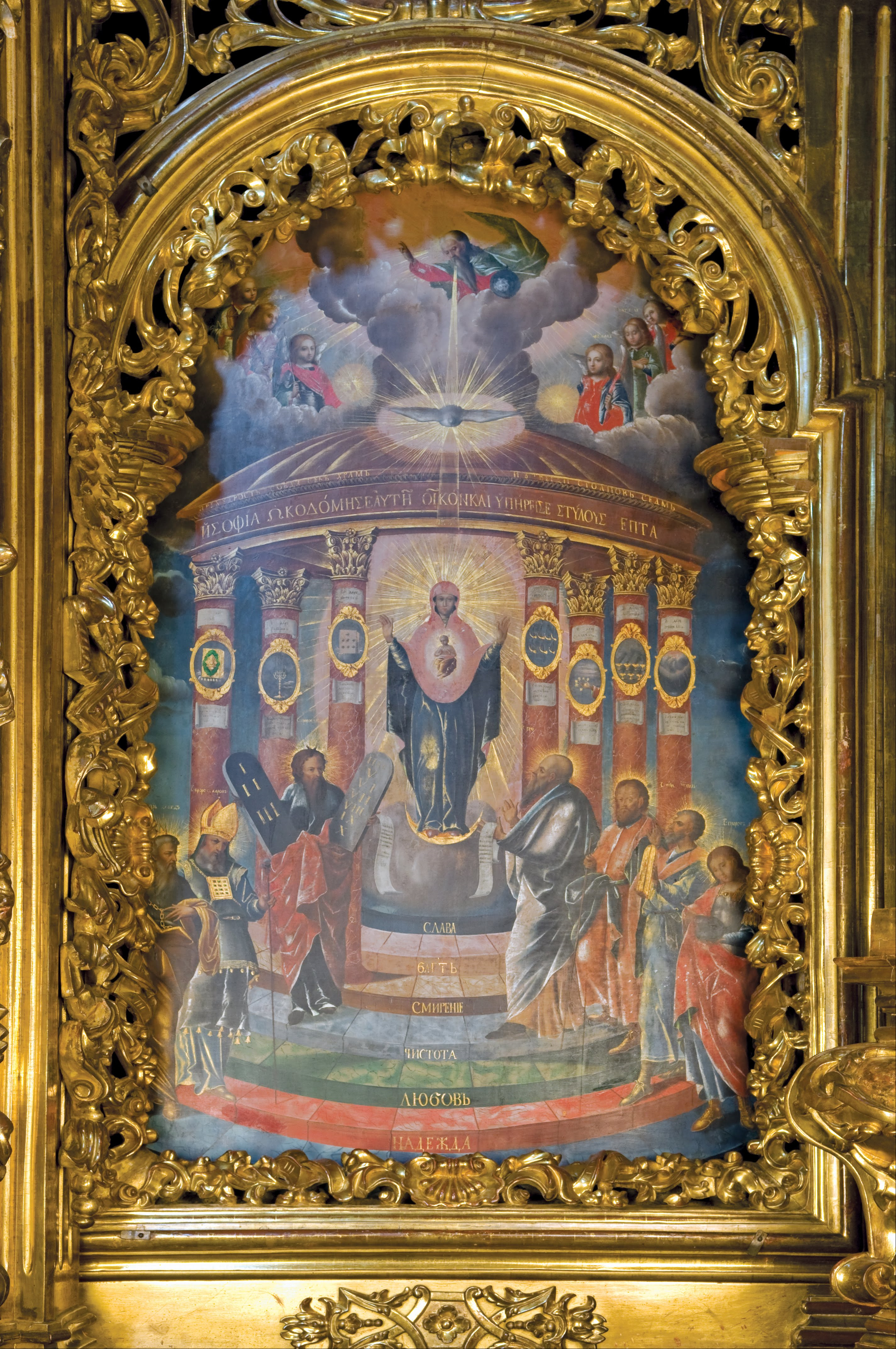
Ikona Mądrości Bożej w katedrze prawosławnej w Kijowie z 1700

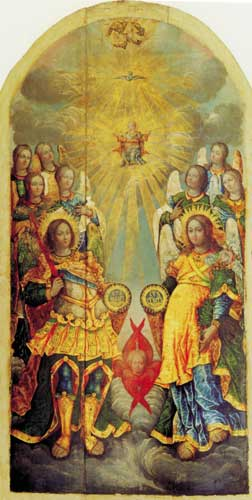
Ikona siedmiu archaniołów, lata 60. XVIII wieku

Pod koniec XV wieku Amadeusz z Portugalii podał w dziele Apocalypsis Nova imiona siedmiu archaniołów (jak wyżej). Pisał, że po Bogu i Maryi są istotami najbardziej chwalebnymi. Papieże kategorycznie odrzucili prośbę o włączenie kultu siedmiu archaniołów do oficjalnej nauki Kościoła, mimo że Amadeusz miał dobrą reputację, a Pius II i Sykstus IV często pobłażali Inkwizycji.
W końcu XVII wieku w Bibliotece Watykańskiej odnaleziono stary kodeks hebrajski. Podawał powyższe imiona. Choć czterech ostatnich nie uzyskało oficjalnej aprobaty Kościoła, było wymienianych przez ojców Kościoła i autorów chrześcijańskich (np. Bedę Czcigodnego). Do wzrostu kultu siedmiu archaniołów przyczyniło się odkrycie bizantyjskiego fresku w kościele San Angelo Carmelitano w Palermo w 1516. W nowo zbudowanej bazylice Matki Bożej Anielskiej i Męczenników w Rzymie umieszczono replika fresku z Palermo. W obecności wszystkich kardynałów Paweł IV nakazał używanie imion siedmiu archaniołów w nabożeństwach kościelnych. Święto siedmiu archaniołów obchodzono w drugą niedzielę po Wielkanocy. W 1693 zostało przeniesione na 6 października. Kościół San Angelo Carmelitano w Palermo otrzymał od Grzegorza XV prawo uzyskania odpustu zupełnego dla wiernych, którzy będą uczestniczyć w obchodach święta przez siedem lat (1623–1629). Przywilej był odnawiany przez Urbana VIII (1643–1649), Klemensa XI (1716–1722) i Innocentego XIII (1723–1729).
W 1698 dekret Kongregacji do spraw Świętych Obrzędów ograniczył kult archaniołów. Za namową władz kościelnych przedstawienia siedmiu archaniołów zostały zamalowane. Ówcześni pisarze kościelni, np. jezuicki teolog Robert Bellarmin oraz hagiograf i oratorianin Cezary Baroniusz, działali na rzecz zakazu używania imion czterech niekanonicznych archaniołów.
W 1825 szlachcic z Hiszpanii wspierany przez arcybiskupa Palermo zwrócił się do Leona XII o przywrócenie kultu siedmiu archaniołów. Żądania takie w połowie epoki oświecenia kierowali duchowni i wierni. We Włoszech, Hiszpanii i Bawarii powstały organizacje publiczne mające na celu odtworzenie kult siedmiu archaniołów w całej Europie. Popierali je przywódcy kościelni, urzędnicy rządowi, a nawet władcy, co jednak nie wpłynęło na zmianę stanowiska Watykanu.
Kościół katolicki czci tylko trzech archaniołów: Michała, Rafała i Gabriela. Dyrektorium o pobożności ludowej i liturgii: zasady i wskazania (2002) potwierdziło kult tych trzech archaniołów. Ich wspomnienie liturgiczne przypada na 29 września. Do reformy kalendarza kościelnego (14 lutego 1969) dokonanego na Soborze Watykańskim II każdy z nich miał oddzielne święto: 24 marca – Gabriel, 24 października – Rafał, Michał – 29 września. Kościół katolicki nie uznaje czterech pozostałych archaniołów (Uriel, Barachiel, Sealtiel i Jehudiel) oraz archaniołów wymienionych w niektórych źródłach apokryficznych (Raguel, Saraqael i Remiel z Księgi Henocha; Izydkiel, Hanael i Kefarel w innych apokryfach).

### Kościoły wschodnie

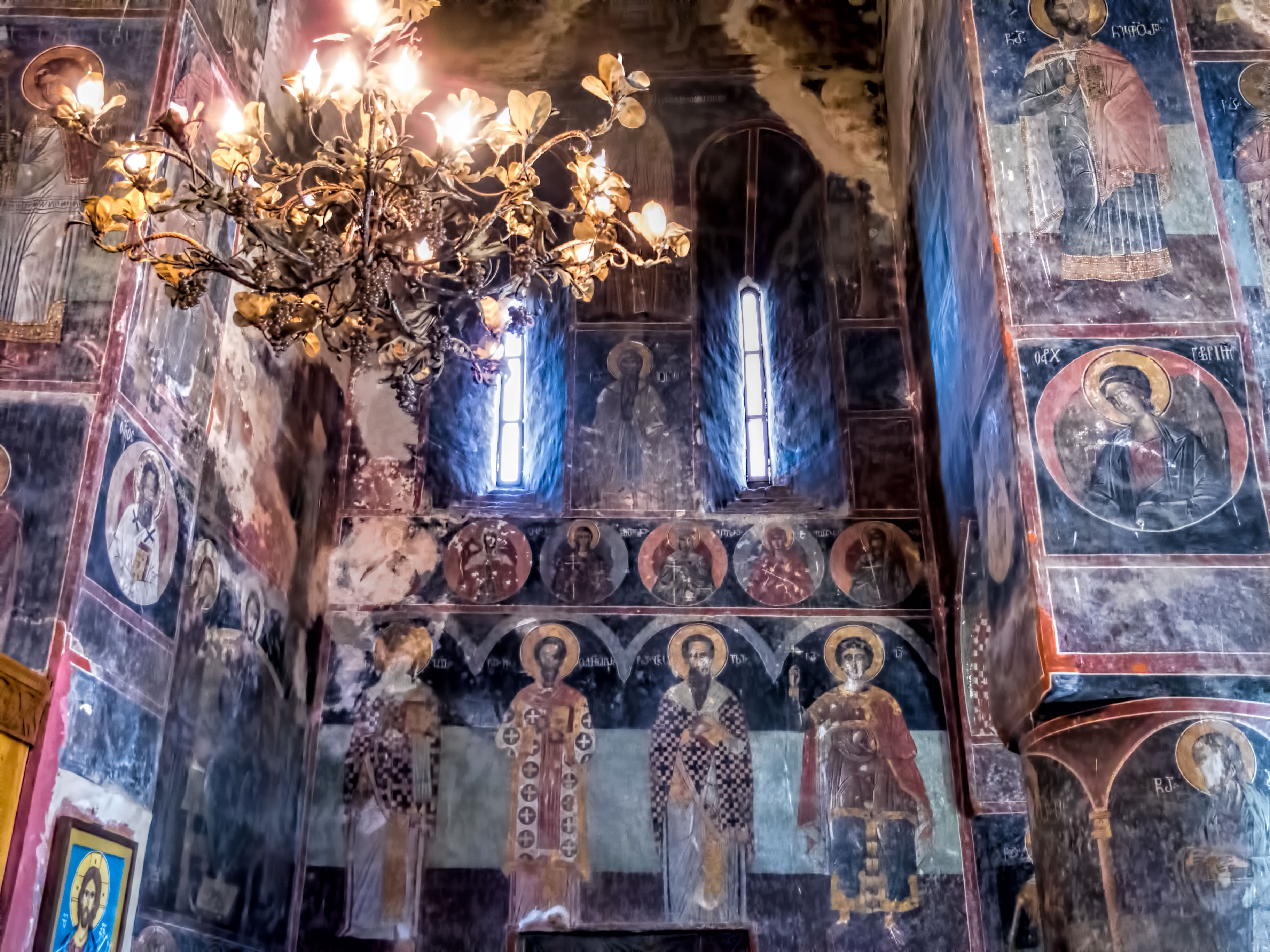
Freski w cerkwi Archaniołów w Gremi

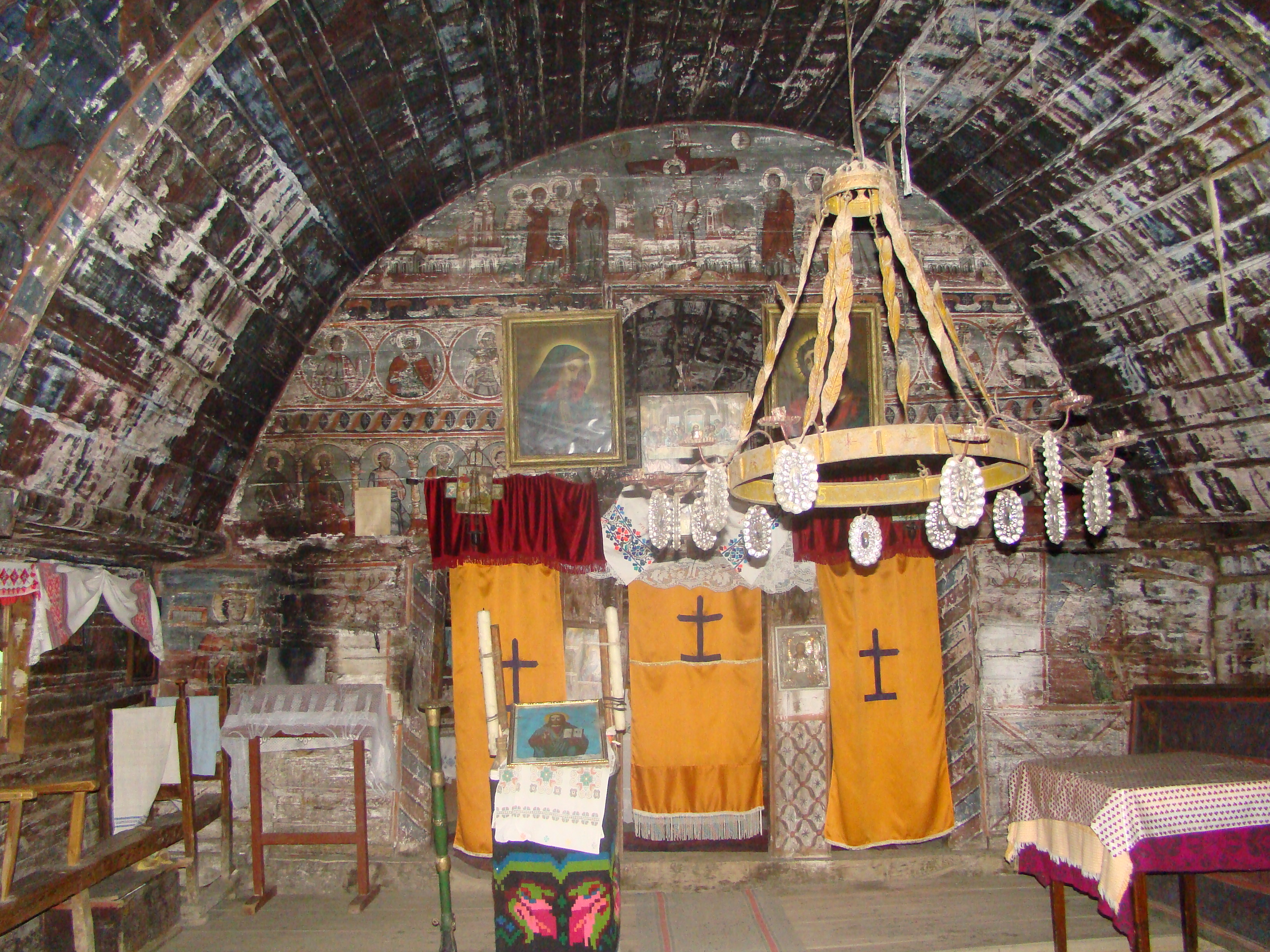
Drewniana cerkiew św. Archaniołów w Sânbenedic

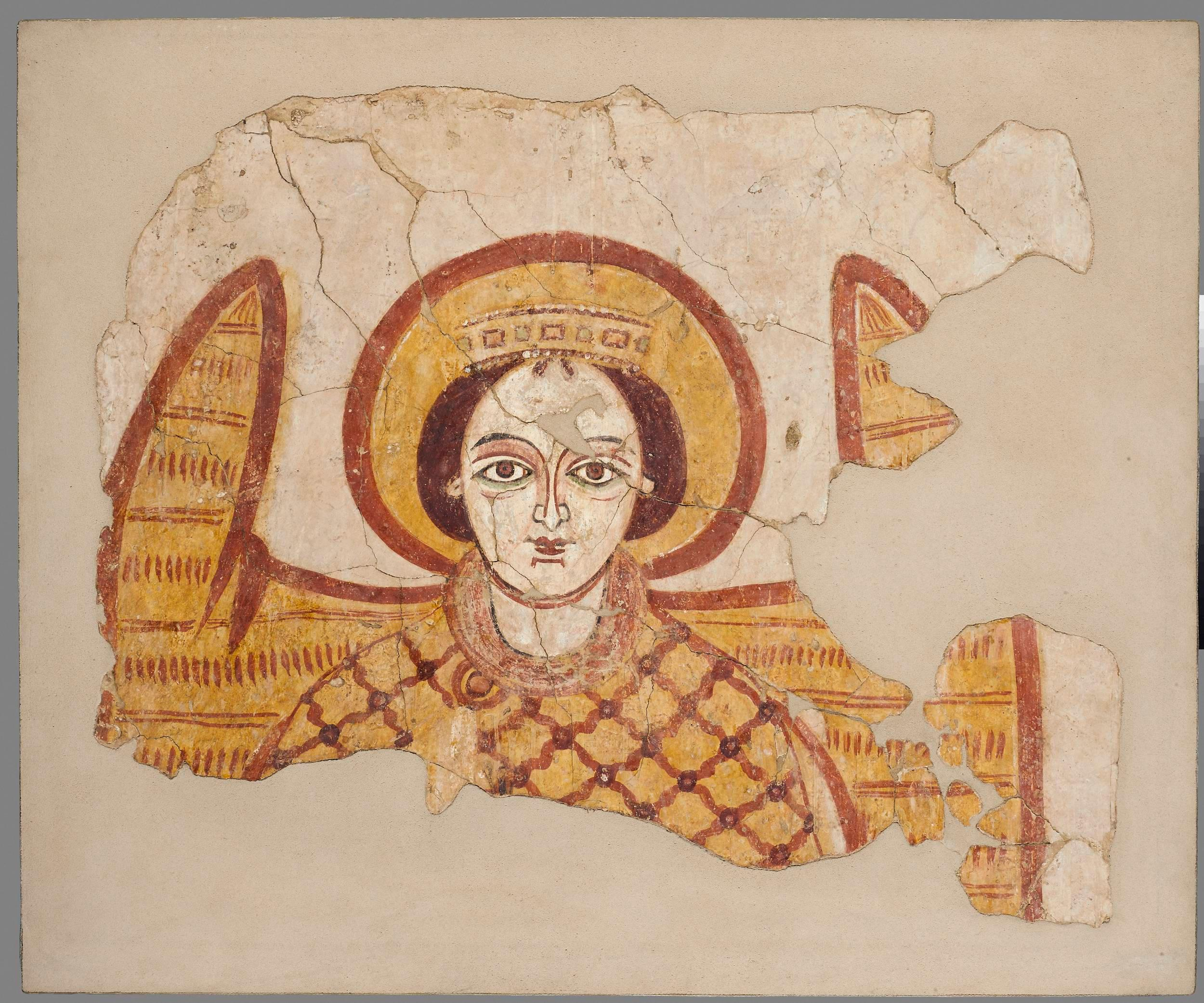
Archanioł Michał z katedry w Faras, Muzeum Narodowe w Warszawie

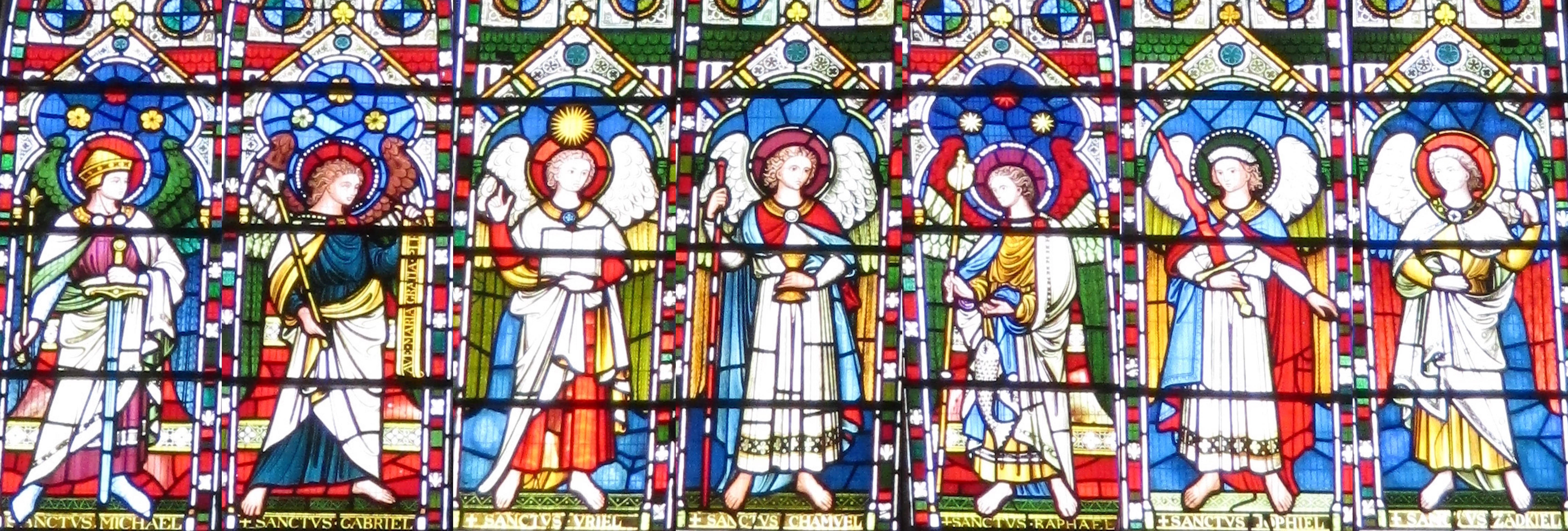
Siedmiu archaniołów na witrażach w kościele św. Michała w Brighton, od lewej Michał, Gabriel, Uriel, Chamuel (Camael), Rafał, Jofiel i Zafkiel

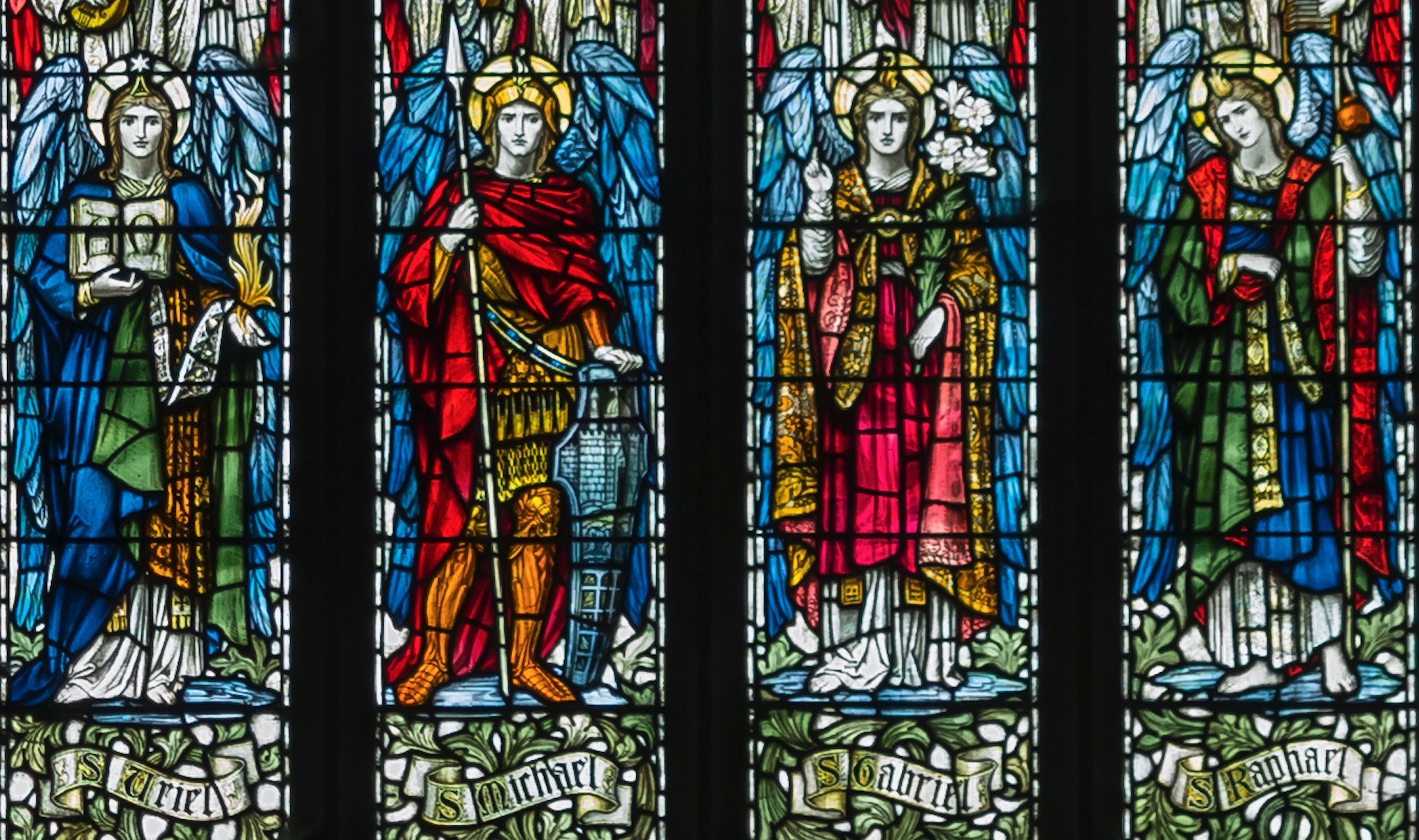
Czterej archaniołowie (Uriel, Michał, Gabriel, Rafał) na witrażu w kościele św. Mikołaja w Blakeney (Norfolk)

#### Kościół prawosławny
Tradycja prawosławna wspomina o „tysiącach archaniołów”, jednak tylko siedmiu archaniołów jest czczonych z imienia: Michał, Rafał, Gabriel, Uriel, Selaphiel, Jegudiel i Barachiel (ósmy, Jeremiel, jest czasami wymieniany jako archanioł). Przyjmuje się hierarchię anielską zaproponowaną przez Pseudo-Dionizego Areopagitę, w której archaniołowie stanowią ósmy chór anielski.
Cerkiew prawosławna obchodzi święto Soboru Archanioła Michała i Wszystkich Sił Niebiańskich 8 listopada (21 listopada według kalendarza gregoriańskiego). Inne święta Archaniołów to święto Soboru Archanioła Gabriela 26 marca (8 kwietnia) i Cud Archanioła Michała w Kolosach 6 września (19 września). Ponadto każdy poniedziałek w roku jest poświęcony aniołom ze szczególnym uwzględnieniem hymnów kościelnych dla Michała i Gabriela. 

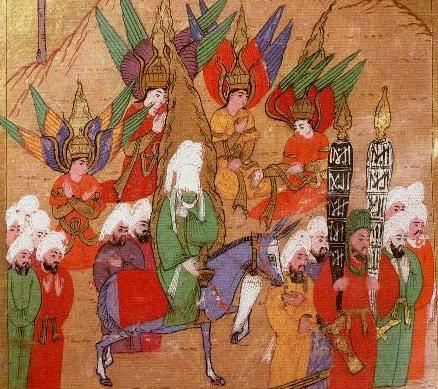
Mahomet podróżujący do Mekki w towarzystwie archaniołów Gabriela, Michała, Israfila i Azraila, miniatura z 1595

#### Gruziński Kościół Prawosławny
Gruziński Kościół Prawosławny obejmuje świątynie dedykowane siedmiu archaniołom, np. cerkiew Świętych Archaniołów w Ikorcie albo cerkiew w Gremi.

#### Kościół koptyjski
Spośród wszystkich archaniołów Koptowie zwracają szczególną uwagę na Michała. Oprócz Michała, Gabriela i Rafała Kościół koptyjski ortodoksyjny podaje jeszcze czterech archaniołów:
1. Suriel oznacza „Książę Boga”
2. Sedekiel oznacza „Łaska Boża”
3. Sarathiel
4. Ananiel oznacza „Deszcz Boga”[53][54][55][56].

Księga Henocha (etiopska), włączona do kanonu Kościoła koptyjskiego ortodoksyjnego, wymienia następujących archaniołów:
1. Uriel
2. Rafał (Rafael)
3. Raguel (Ruhiel, Ruagel, Ruahel)
4. Michał
5. Sariel (Serakel)
6. Gabriel
7. Remiel (Jeremiel, Jerahmiel)[27].

#### Etiopski Kościół Ortodoksyjny
Etiopski Kościół Ortodoksyjny czci czterech archaniołów: Michała, Gabriela, Rafała i Uriela. Poza tym czci się następujących:
1. Phanuel, czyli „Oblicze Boga”
2. Raguel, czyli „Przyjaciel Boga”
3. Ramiel[57] lub Remiel[58], co oznacza „Grzmot Boga”.

W kanonie Etiopskiego Kościoła Ortodoksyjnego w 1 Księdze Henocha pojawia się opis Sariela jako jednego z aniołów, którzy czuwają nad „duchami, które grzeszą w duchu” (Henoch 20: 7–8).

#### Grecki Melchicki Kościół Katolicki
Kościół melchicki uznaje Michała, Gabriela, Rafała, Uriela, Selafiela (Salatiel), Jegudiela (Jehudiela), Barachiela, Jerahmeela (Jeremiela) i Raguela.

#### Kościół nubijski
W wielojęzycznym chrześcijańskim społeczeństwie Nubii języki grecki, koptyjski i stary nubijski były powszechnie używane. Sakralny charakter miał język grecki. Wierni w średniowiecznej Nubii tworzyli ośmioramienne krzyże jako graficzno-językowy symbol archaniołów. Umieszczano je na katedrach, kapitelach kolumn, domach, zmumifikowanych ciałach.
W średniowiecznej Nubii najpopularniejszym archaniołem był Michał. Przywoływano go w kryptogramach, monogramach, popularnych tekstach religijnych, na graffiti na ścianach domów. Był najpopularniejszą boską postacią w nubijskiej religii ludowej. Rafał był przywoływany często przez monogramatyczną formę kryptogramu w postaci „skrzydlatego symbolu”. Można je znaleźć, podobnie jak freski, w katedrze z Faras. Zabytki są dostępne w Muzeum Narodowym w Warszawie. W katedrze na wyspie Sai znaleziono rzadko spotykany kształt krzyża z ramion równej długości i wgłębień ramion w kształcie litery V. Powstał przez nałożenie chrześcijańskich kryptogramów. Trygram ΜXΓ był graficznym i językowym przedstawieniem archaniołów Michała i Gabriela towarzyszących Chrystusowi: Μ dla ⲙⲓⲭⲁⲏⲗ, X dla ⲭⲣⲓⲥⲧⲟⲥ i Γ dla ⲅⲁⲃⲣⲓⲏⲗ. Monogramowe tłumaczenie kryptogramu XΜ dla Rafaela daje otwarty ośmioramienny krzyż. Kiedy litery kryptogramu Rafaela są nałożone, „skrzydła” archanioła stają się podstawowym elementem ramion krzyża.
Wizerunki archaniołów malowano w górnych partiach budynków i na elementach konstrukcyjnych. Obrazy archaniołów odnalezione w Nubii wywodziły się ze sztuki przedchrześcijańskiej. Zwracały uwagę na wieczny charakter archaniołów i aniołów, podkreślały rolę archaniołów jako pośredników między Bogiem i ludzkością. Jako istoty duchowe archaniołowie poruszają się swobodnie pomiędzy Niebiosami i Ziemią, mającc powietrze i przestrzeń kosmiczną za naturalne otoczenie. Ponadto archaniołowie rządzą siłami natury, planet i siedmiu niebios. Dlatego ich sanktuaria lokalizowano szczytach wzgórz, w górnych kaplicach, na elementach konstrukcyjnych budynków sakralnych itp. Tradycja nubijska, w której odnajdujemy takie przedstawienia archaniołów, jest częścią programu charakterystycznego dla śródziemnomorskiej tradycji, której korzeni należy szukać na Bliskim Wschodzie.

### Kościoły protestanckie
Biblia protestancka podaje imiona trzech aniołów: „Michał archanioł”, anioł Gabriel, który jest nazywany „człowiekiem Gabrielem” (w Księdze Daniela 9, 21) i trzeci „Abaddon” lub „Apollyon” (Ap 9, 11). Anglikanie i wielu metodystów uznają za archaniołów Michała, Rafała, Gabriela i Uriela. W niektórych kościołach anglikańskich można znaleźć przedstawienie siedmiu archaniołów (najczęściej na witrażach, wówczas oprócz wspomnianych pojawiają się również Chamuel, Jofiel i Zadkiel). Archaniołowie są wspominani 29 września.
Ewangelista Billy Graham wskazał, że w Piśmie Świętym tylko Michał jest wyraźnie określony jako archanioł (w Liście Judy 1, 9).

### Restoracjonizm
Adwentyści dnia siódmego utrzymują, że tytuły „Michał” i „archanioł” odnoszą się do Jezusa. Jednak z punktu widzenia adwentystów oznaczają one jedynie jego rolę jako wodza aniołów i nie odnoszą się do natury Jezusa, która jest w pełni boska.
Kościół Jezusa Chrystusa Świętych w Dniach Ostatnich interpretuje termin „archanioł” jako „Główny Anioł”. w kanonie Świętych w Dniach Ostatnich tylko Michał ma taką rangę. Uważa się, że jest przywódcą wszystkich aniołów. Doktryna tego Kościoła stwierdza również, że archanioł Michał był pierwszym człowiekiem, Adamem. Chociaż żadna inna istota nie jest identyfikowana jako „archanioł”, Joseph Smith nauczał, że anioł Gabriel był znany w życiu doczesnym jako Noe, a anioł Rafael jest istotą o znaczącej pozycji, mimo że nigdy nie był identyfikowany z żadnym prorokiem.
Świadkowie Jehowy, powołując się na odniesienie do „głosu archanioła” w 1 Liście do Tesaloniczan (1 Te 4, 16), wierzą, że „Michał” to inne imię Jezusa w niebie. Wierzą, że Jezus jest archaniołem w prawdziwym tego słowa znaczeniu – najwyższym przywódcą aniołów.

## Islam
Koran uznaje 4 archaniołów:
1. Gabriel (Dżibril)
2. Michał (Mikail)
3. Azrael
4. Izrafel[73].

Wymienia z imienia tylko dwóch: Gabriela, anioła objawienia, i Michała, anioła-wojownika. Pozostali to anioł śmierci Azrael i anioł muzyki Israfel, który zatrąbi w trąbę (jedną z 3 lub 4) w Dniu Sądu Ostatecznego. Najwcześniej imiona archaniołów pojawiają się u Al-Barceloniego, pisarza-mistyka, który działał w okresie posttalmudycznym. Powiązał archaniołów z planetami. W innych pismach pojawia się powiązanie archaniołów ze znakami zodiaku.
W ismailizmie jest siedmiu cherubów porównywalnych z siedmioma archaniołami.
Jezydyzm uznaje siedmiu archaniołów (Jabra’il, Mika’il, Rafa’il lub Israfil, Dadra’il, Azrail i Shamkil lub Shemna’il oraz Azazil). Są emanacjami Boga, którym powierzono opiekę nad stworzeniem.

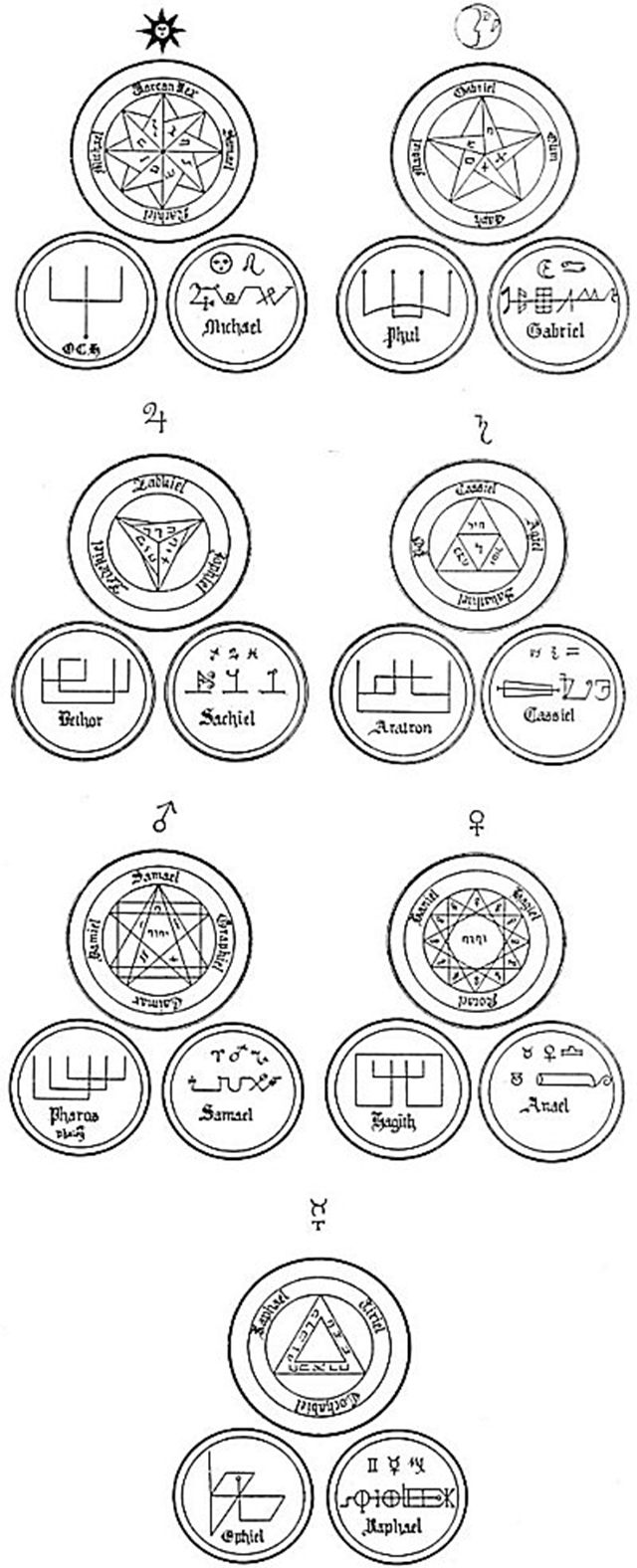
Siedem pieczęci archaniołów z książki Fredericka Hockley’a Complete Book of Magic Science

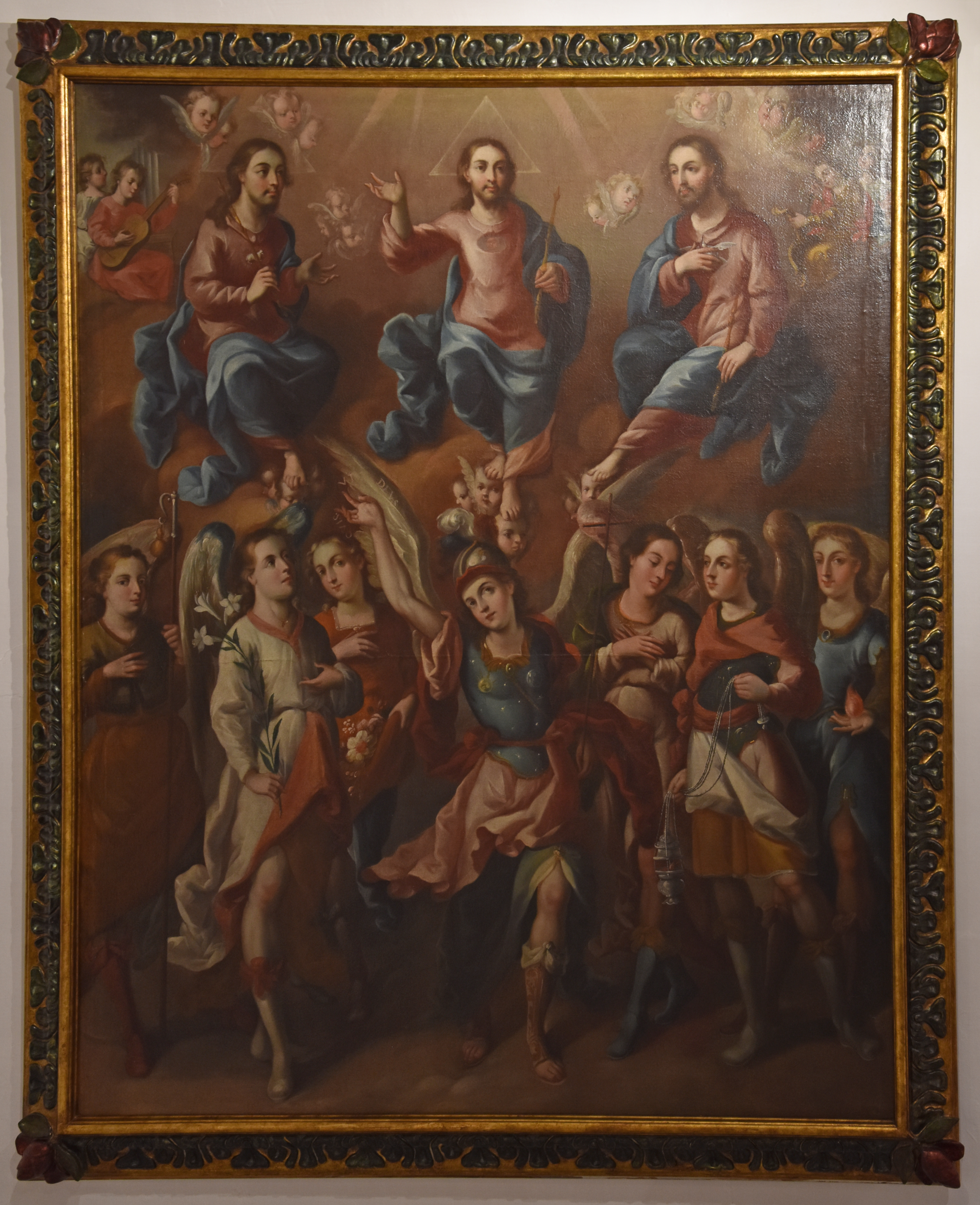
Obraz Los siete arcángeles de Palermo w sanktuarium w Guadalupe, Meksyk

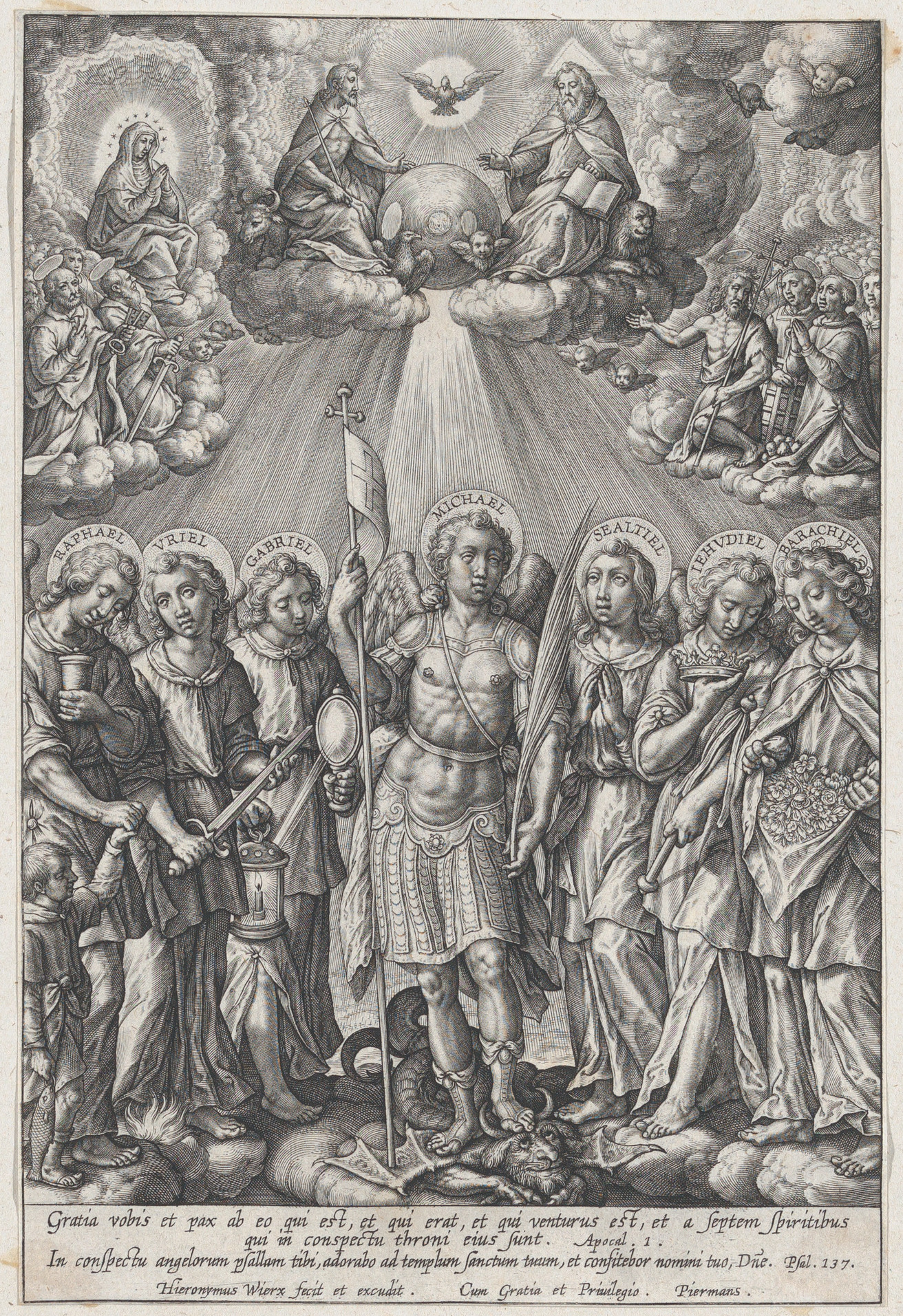
Siedmiu archaniołów na rycinie Hieronymusa Wierixa, 1570–1619

## Gnostycyzm
W gnostyckim kodeksie O początku świata aeon o imieniu Sophia wysyła ze swojego światła siedmiu archaniołów, aby ocalić Archonta Sabaotha, syna Yaldabaotha, po tym, jak władze Chaosu rozpętały wojnę w Siedmiu Niebiosach. Następnie zostaje umieszczony w boskim królestwie ponad dwunastoma bogami Chaosu i zostaje małżonkiem Zoe (pierwotnej Ewy), która daje mu wiedzę o ósmym niebie, podczas gdy przed nimi stoi siedmiu archaniołów. W Mądrości Jezusa Chrystusa i Liście Eugnostosa pierwotny Adam stwarza niezliczone miriady bogów i archaniołów.

## Okultyzm
Wzmianka o siedmiu archaniołach pojawiła się w talizmanach z VIII lub IX wieku przypisywanych Auriolusowi, „słudze Bożemu” z północno-zachodniej Hiszpanii. Modlił się do „wszystkich patriarchów Michała, Gabriela, Cecitiela, Uriela, Rafała, Ananiela, Marmoniela”.
Okultyści czasami kojarzą archaniołów na sposób kabalistyczny z różnymi porami roku lub żywiołami, czasem kolorami i planetami. W niektórych systemach magii ceremonialnej opartych na Kabale wszyscy czterej główni archaniołowie (Gabriel, Michael, Rafael i Uriel) są przywoływani jako strzegący czterech stron świata. Odpowiadające im kolory są związane z właściwościami magicznymi. Według Rudolfa Steinera cztery archanioły rządzą porami roku: wiosna to Rafał, lato to Uriel, jesień to Michał, a zima to Gabriel.
Według okultystki Heleny Pietrownej Bławatskiej siedmiu archaniołów to forma synkretyzmu różnych religii: wielcy bogowie Chaldejczyków, Siedmiu Bogów Sabejczyków, siedmiu hinduistycznych manu i Saptarszi, Siedem Tronów i Cnoty kabalistów.
Hermetyczny Zakon Złotego Brzasku w mniejszym rytuale pentagramu podaje inwokację ze słowami: „Przede mną Rafael; Za mną Gabriel; Po mojej prawej stronie Michał; Po mojej lewej ręce Auriel [Uriel]”.
Sataniści i nie-sataniści uważają Lucyfera lub Szatana (w tradycjach chrześcijańskich) albo Iblisa (w islamie) za archanioła. Większość nie-satanistów uważa, że Lucyfer wypadł z łaski Bożej.

## W ikonografii
W sztuce archaniołowie są czasami przedstawiani z większymi skrzydłami niż aniołowie. Najczęściej przedstawiani archaniołowie to Gabriel, Michael, Rafał i Uriel. Wyróżnia się malowidło przypisywane Gasparemu Bazzano (XVI–XVII wiek) z kościoła Santa Maria delle Grazie w Polizzi Generosa. Czterej archaniołowie zostali pokazani na mozaikach kaplicy Palatyńskiej w Palermo (1143) oraz mozaikach katedr w Monreale, Cefalù i innych.
Siedmiu archaniołów (Michał, Gabriel, Rafał, Uriel, Barachiel, Sealtiel, Jehudiel) przedstawiono na bizantyjskim fresku w kościele San Angelo Carmelitano w Palermo. W 1516 odkrył go Antonio Lo Duka, sycylijski kapłan. Przy każdym z nich podano łacińskie słowo określające jego zadanie (Michael victoriosus, Gabriel nuncius, Raphael medicus, Barachiel adjutor, Jehudiel remunerator, Uriel fortis socius, Sealtiel orator). Imiona były takie same jak w dziele Amadeusza z Portugalii. Odkrycie doprowadziło do rozkwitu kultu siedmiu archaniołów. Arystokracja Palermo stworzyła Bractwo Siedmiu Aniołów nazywane cesarskim (planował zapisać się do niego cesarz Karol V). W 1527 Antonio Lo Duca wyjechał do Rzymu, by upowszechniać kult archaniołów. Został kapelanem kościoła Matki Bożej z Loreto. Kardynał Antonio Maria Ciocchi del Monte zlecił mu napisanie (we współpracy z księdzem Girolamo Maccabeim) mszy i oficjum do siedmiu archaniołów. W 1543 materiał wydano w Wenecji. Kult propagowali początkowo rzymscy jezuici i oratorianie. Ważną rolę w rozpropagowaniu kultu siedmiu archaniołów odegrały miedzioryty Hieronima Wierixa, Pietera de Jode, Joannesa Galle i Crispijna de Passe Starszego. Krążyły do XVIII wieku. W Polsce w 1690 w Nieświeżu wydano cykl miedziorytów rytowanych przez Tomasza Makowskiego z przeznaczeniem do edycji książkowej. Seria przedstawiająca siedmiu archaniołów formą i treścią nawiązuje do dzieła Antonia Lo Duca.
W 1541 Antonio Lo Duca zaangażował się w zbudowanie na terenie term Dioklecjana świątyni siedmiu archaniołów i siedmiu męczenników. W 1561 Pius IV wydał bullę z postanowieniem zbudowania w termach kościoła Matki Bożej Anielskiej i Męczenników. Przy budowie pracował Michał Anioł. Po jego śmierci budowę dokończył jego uczeń Giacomo Del Duca. Antonio Lo Duca zlecił wykonanie obrazu na podstawie mozaiki Maryja Panna z siedmioma aniołami ze sklepienia ołtarza głównego w bazylice św. Marka. Kopię umieszczono w bazylice Matki Bożej Anielskiej i Męczenników w Rzymie. Każdy z archaniołów trzyma w ręku łaciński napis: Michał – Paratus ad animas suscipiendas (Gotowy, by przyjąć dusze); Gabriel – Spiritus Sanctus superveniat in te (Niech spłynie na ciebie Duch Święty); Rafał – Viatores comitor, infirmos medico (Towarzyszę podróżnym, leczę chorych); Uriel – Flammescat igne charitas (Miłość rozpala ogień); Jehudiel – Deum laudantibus praemia retribuo (Wynagradzam tym, którzy wielbią Boga); Barachiel – Adiutor, ne derelinquas nos (Ty, który przychodzisz z pomocą, nie zapomnij o nas); Sealtiel – Oro, supplex, acclinis (Modlę się pokornie, na kolanach).
W drugiej połowie XVI wieku i później namalowano wiele obrazów poświęconych siedmiu archaniołom. Antonio Catalano Starszy z Mesyny namalował obraz na płótnie do kościoła kolegium jezuickiego w Syrakuzach. Siedmiu archaniołów stoi na chmurach i kontempluje Trójcę Przenajświętszą. Artysta ze szkoły Giuseppe Salerna (1570–1633) namalował obraz dla opactwa San Martino delle Scale. W tym samym opactwie przechowywany jest obraz Filippo Paladiniego pt. Św. Marcin i żebrak, na którym pomiędzy chmurami widać siedmiu archaniołów. Późniejsza kopia obrazu trafiła do w katedry w Palermo. Około 1599 Durante Alberti namalował adorację wizerunku Madonny della Vallicella przez siedmiu archaniołów. Obraz umieszczono w kościele Santi Nereo ed Achilleo w Rzymie. Dzieło nieznanego siedemnastowiecznego autora przedstawiające siedmiu archaniołów znajduje się w kościele jezuitów w Caltagirone. Michele Ragolia, malarz aktywny w okolicach Neapolu w XVII wieku, namalował obraz z siedmioma archaniołami. Jest przechowywany w dawnym klasztorze św. Klary w miejscowości Solofra.
Mimo zakazu Kościoła co do używania niekanonicznym imion czterech archaniołów, kult siedmiu archaniołów rozpowszechnił się w Europie i w Ameryce Południowej dzięki piśmiennictwu religijnemu i wzorom graficznym. W 1701 Giuseppe Felice z Trapani namalował obraz do kościoła św. Pawła w Alcamo. Z terenów dawnej Rzeczypospolitej zachowało się kilkanaście przedstawień malarskich i rzeźbiarskich siedmiu archaniołów głównie z XVIII wieku. W klasztorze wizytek na Krowodrzy w Krakowie znajduje się obraz anonimowego malarza „Alegoria Bożej Opatrzności” z przedstawieniem siedmiu archaniołów (Rafał, Uriel, Gabriel, Michał, Sealtiel, Jehudiel i Barachiel) z I połowy tego stulecia. W tym samym porządku ukazano siedmiu archaniołów adorujących Bożą Opatrzność na malowidle w krużganku klasztornym dawnego kościoła sióstr dominikanek w Piotrkowie Trybunalskim. Malowidło powstało prawdopodobnie około 1676–1689. Siedmiu archaniołów i oko wpisane w trójkąt (Boża Opatrzność, Trójca Święta) umieszczono na obrazie z XVIII wieku z kościoła parafialnego w Kaszycach.
Jezuita Maciej Ignacy Tłuczyński w wydanej w Krakowie w 1677 Anielskiej dobroczynności, którą swięci aniołowie z woli Boskiej całemu światu z wielką miłością wyrządzają opisał przydomki, zadania i program ikonograficzny siedmiu archaniołów: Pierwszy: przy Panu Bogu przeciw diabłu stanął, przeklęty jego związek z nieba wyrzucając. Wtóry: mocnymi racjami z Panną Najśw. szedł, aby zezwoliła na macierzyństwo Syna, który jest siłą i mocą Boską. Trzeci: ślepotę Tobiaszową uleczył. Czwarty: Ludzi przez wnętrzne natchnienia oświeca. Piąty: Ludzi do moditw zapala. Szósty: ludzi pobudza do chwalenia P. Boga. Siódmy: błogosławieństwa nam Boskie uprasza i żebyśmy dziękowali P. Bogu za wszystkie dobrodziejstwa naprasza. (...) S. Michała zowią zwycięscą, S. Gabryela, legatem Boskim, S. Rafała, lekarzem. S. Uriela, wiernym pomocnikiem. S. Sealtiela, oratorem to jest krasomowcą. S. Jehudiela, widzięcznym. S. Barachiela, konsiliarzem, i różnie ich maluią. S. Michała maluią w prawej ręce maiącego włocznia albo kopija, na wierzchu której jest jasno biała chorągiew z czerwonym krzyżem, w lewej ręce ma zieloną palmę, a pod nogami Lucifer. Inszi z mieczem, i z szalą, aby wyrazili najwyższą moc jego, i doskonałą sprawiedliwość w rozsądzaniu dobrych i złych uczynków jako tego który jest najwyższym sędzią po Chrystusie. S. Gabryel bywa malowany tak: zawartą pochodnię w latarni w prawej ręce niesie, a w lewej zwierciadło z jaspisu zielonego. S. Rafał prawą ręką prowadzi Tobiasza młodszego, a w lewej ma skrzyneczkę z rybą. S. Uriel prawą ręką gołym mieczem wywija, a lewą ma obwisłą płomieniem otoczoną. S. Sealtiela malują upokarzającego się, oczy mającego skromnie opuszczone. S. Jehudiel z wesołą twarzą, w jednej ręce koronę złotą trzyma, a w drugiej bicz z trzema czarnymi powrozkami. S. Barachiel z radosną postawą w końcu płaszcza sfałdowanego białe róże pokazuje. Tak w Panormie, i w Antorfie wymalowani są ci aniołowie.